# Казахстанско-российские отношения
Дипломатические отношения между Республикой Казахстан и Российской Федерацией были установлены 22 октября 1992 года.
Отношения Казахстана и России отличаются высоким уровнем политической культуры. Стороны проводят регулярные встречи. Казахстан и Россия активно взаимодействуют в многостороннем формате: в рамках ООН, ОБСЕ, СНГ, ОДКБ, ШОС и других международных организаций. 

## Общая характеристика стран
|                                   | Казахстан                | Россия               |
| --------------------------------- | ------------------------ | -------------------- |
| Площадь, км²                      | 2 724 902                | 17 125 191           |
| Население, чел.                   | 20 009 600               | 146 171 015          |
| Государственное устройство        | президентская республика | смешанная республика |
| Объем ВВП(ППС), $ млрд            | 508,5                    | 4055                 |
| ВВП на душу населения, $          | 27 292                   | 30 005               |
| Военные расходы, $ млрд           | 1,9                      | 70                   |
| Численность вооружённых сил, чел. | 70 000                   | 1 037 000            |

## История отношений

### Современные отношения
25 мая 1992 года был заключён договор о дружбе, сотрудничестве и взаимной помощи, а 15 мая Договор о коллективной безопасности (ОДКБ). 
В 1994 году первый президент Республики Казахстан Н. А. Назарбаев выдвинул инициативу евразийской интеграции в своём выступлении в Московском государственном университете им. М. В. Ломоносова в ходе официального визита в Россию.
21 октября 1994 года был заключён Договор о сотрудничестве в охране внешних границ (ратифицирован 30 декабря 1999 года).
Декларация о расширении и углублении российско-казахстанского сотрудничества от 20 января 1995 года.
Декларация о вечной дружбе и союзничестве, ориентированном в XXI столетие, от 6 июля 1998 года.
В марте 1994 года между странами было подписано Соглашение об условиях аренды Байконура, по которому космический комплекс передается в аренду России на 20 лет с продлением срока аренды на последующие 10 лет по взаимному согласию сторон.
18 января 2005 был подписан договор о делимитации общих границ.
Соглашение о межрегиональном и приграничном сотрудничестве от 7 сентября 2010 года.
11 ноября 2013 года страны заключили договор добрососедстве и союзничестве в XXI веке. 24 декабря между был заключён Договор о военно-техническом сотрудничестве (ратифицирован 17 февраля 2015 года). А 29 мая 2014 года Договор о Евразийском экономическом союзе (ЕАЭС).
В 2018 году президент Казахстана Назарбаев Н. А. 3 раза был с визитами в России в рамках многосторонних мероприятий. В. В. Путин также посетил Казахстан 2 раза.  3—4 апреля 2019 года состоялся официальный визит в Москву новоизбранного президента Казахстана Касым-Жомарта Токаева. 8—9 мая 2019 года бывший президент Казахстана Нурсултан Назарбаев принял участие в параде победы на Красной площади. 28—29 мая 2019 года президент Российской Федерации Владимир Путин посетил Нур-Султан, где принял участие в юбилейном саммите ЕАЭС, встретился с Президентом РК К. Токаевым и бывшим президентом РК — Н. Назарбаевым. В 2019 году состоялись взаимные визиты председателей правительств двух стран Дмитрия Медведева и премьер-министр РК Аскар Мамин. 28 января Министр иностранных дел РК Б. Атамкулов совершил визит для участия в СМИД СНГ.
27 мая 2021 года в Алма-Ате прошли очередные политические межведомственные консультации, в ходе которых сторонами достигнута договоренность продолжать развивать российско-казахстанское партнерство в сфере биологической безопасности.
После российского вторжения на Украину в 2022 году Казахстан занял нейтральную позицию. Отказался присоединяться к санкциям против России, однако власти Казахстана заявили, что не собираются помогать России в обходе западных санкций. В июле Президент Казахстана Касым-Жомарт Токаев заявил, что «ДНР» и «ЛНР» — это «квазигосударства», которые Казахстан признавать не будет. В октябре 2022 года МИД Казахстана заявил, что не будет признавать фиктивные референдумы на оккупированных территориях Украины.
18 декабря 2023 года российские власти упростили прием граждан Казахстана в гражданство РФ, убрав условия по обязательному пятилетнему проживанию в стране, знанию истории и законодательства РФ, тем не менее требование по знанию русского языка сохранились.
В январе 2023 года МИД Казахстана заявил, что казахстанцы, посетившие территорию Крыма и других спорных территорий без получения разрешения властей Украины, являются нарушителями закона Украины о статусе оккупированных территорий, к которым могут быть применены санкции как со стороны Украины, так и со стороны западных стран-партнеров, а в отдельных случаях и уголовное преследование. В октябре 2023 года Президент Казахстана Токаев заявил, что Казахстан будет следовать санкционному режиму в отношении России и призвал прекратить войну на Украине.
9 ноября 2023 года в Астане прошла встреча между президентами России и Казахстана. По итогам переговоров подписано шесть документов. Среди них — план совместных действий двух стран на 2024—2026 гг., меморандум министерств энергетики по строительству ТЭЦ «Кокшетау», ТЭЦ «Семей» и ТЭЦ «Усть-Каменогорск» в Казахстане, план мероприятий между ФТС и комитетом госдоходов минфина Казахстана.

## Экономическое сотрудничество

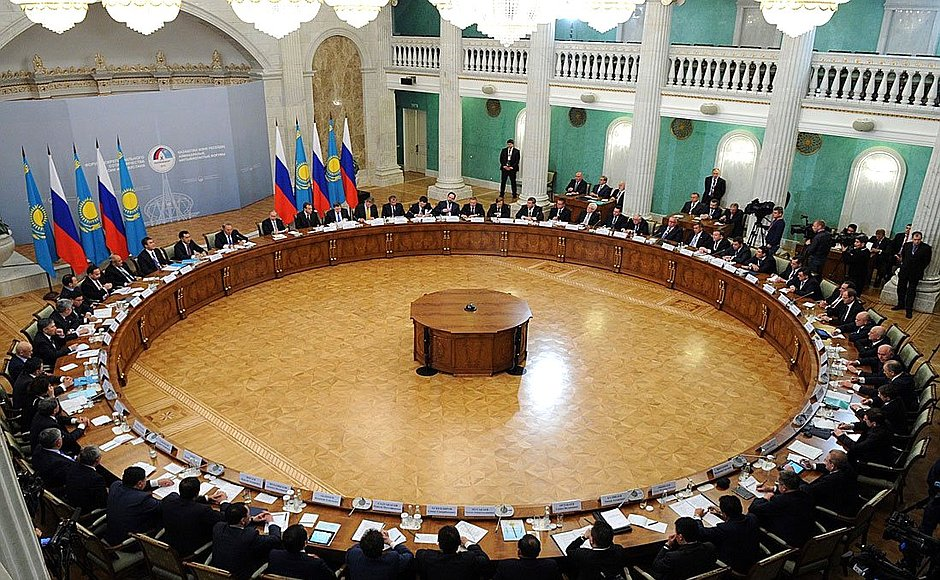
Форум межрегионального сотрудничества России и Казахстана с участием глав государств в Екатеринбурге, 11 ноября 2013

### Торговля
Товарооборот между Казахстаном и Россией составил по данным Комитета по статистике Министерства национальной экономики Казахстана:
В 2015 году — 15,1 млрд.долл., в том числе экспорт РК составил 4,5 млрд.долл., импорт — 10,5 млрд.долл.; В 2016 году — 12,6 млрд. долл., в том числе экспорт РК составил 3,5 млрд. долл. В 2017 году — 16 млрд долл., экспорт РК составивил 4,5 млрд.долл, импорт — 11,5 млрд.долл. За 2017 год доля России во внешнеторговом обороте Казахстана составила 20,6 %. В 2018 году — 17,6 млрд долл., экспорт составил 5,2 млрд долл., импорта — 12,4 млрд долл.
Основными товарами экспорта из РК в РФ являются (по статистике за 2018 г.): прокат плоский из нелегированной стали горячекатаный — 470,4 млн долл. (доля — 9,1 %), руды и концентраты железные — 421,5 млн долл. (8,2 %), руды и концентраты медные — 337 млн долл. (6,5 %), оксиды и гидроксиды алюминия — 336,8 млн долл. (6,5 %), прокат плоский из нелегированной стали плакированный — 305,4 млн долл. (5,9 %), уран — 251,6 млн долл. (4,9 %), уголь каменный — 219,3 млн долл. (4,2 %), природный газ — 193,9 млн долл. (3,8 %), отходы и лом черных металлов — 185,4 млн долл. (3,6 %), руды и концентраты цинковые — 163,8 млн долл. (3,2 %).
Основными товарами импорта в РК из РФ являются: нефтепродукты — 673,7 млн долл. (с долей 5,4 %), автомобили легковые — 302,3 млн долл. (2,4 %), кокс и полукокс — 236,7 млн долл. (1,9 %), природный газ — 236,4 млн долл. (1,9 %), вагоны грузовые железнодорожные или трамвайные — 196,9 млн долл. (1,6 %), трубы, трубки и профили бесшовные из черных металлов — 194,5 млн долл. (1,6 %), шины — 182,3 млн долл. (1,5 %), руды и концентраты драгоценных металлов — 169,7 млн долл. (1,4 %).
За январь—май 2019 г. объем взаимной торговли составил 7,2 млрд долл. (+0,6 %), российский импорт в РК вырос на 1,9 %, казахстанский экспорт в РФ сократился на 2,4 %.
В 2019 году объём внешней торговли между Казахстаном и Россией составил 19,18 млрд. $ при массе перевезённых грузов 64,33 млн тонн. В том числе импорт из Казахстана в Россию — 5,4 млрд. $,. Объем экспорта в Казахстан из России составил 13,78 млрд. $.
За 2021 рост товарооборота между государствами составил 34 %. Примерно 17 миллиардов долларов было проинвестировано российскими компаниями в экономику Казахстана.
В конце декабря 2020 года, Казахстан и Россия подписали соглашение о создании общего рынка продовольственных товаров, согласно которому страны берут на себя обязательство стимулировать взаимодействие торгово-распределительных сетей стран.
В апреле 2023 года на встрече председателя Госдумы Вячеслава Володина с председателем Сената парламента Республики Казахстан Мауленом Ашимбаевым был отмечен возросший товарооборот, который в 2022 году составил 26 млрд долларов. Глава парламента РК подчеркнул, что российские компании являются одними из ключевых инвесторов в сферах машиностроения, металлургии и химической промышленности страны
В период с октября 2022 года по сентябрь 2023 года в Казахстан из России поставлено 215 тысяч тонн подсолнечника на сумму $79 млн..

### Взаимные инвестиции
В соответствии с Национальной инвестиционной стратегией, утвержденной постановлением Правительства РК от 22 августа 2017 года № 498, Российская Федерация включена в список приоритетных стран для привлечения инвестиций.
Накопленный объем прямых инвестиций с 2005 г. по I квартал 2019 г. (по данным Национального банка РК) составил 3,9 млрд долл. — из РК в РФ и 13,5 млрд долл. — из РФ в РК. В Казахстане функционируют 9 915 предприятий с участием российского капитала (по состоянию на 01.07.2019 г.), это более трети (37,8 %) от общего числа предприятий с иностранным капиталом в РК.
Активную деятельность в Казахстане ведут госкорпорации «Росатом», «Роснефть», «Сбербанк России», ВЭБ, «Мечел», «Лукойл», «Газпром», Евраз, Русская медная компания, «ИНТЕР РАО ЕЭС», «Трансмашхолдинг», «Русал», АО «ТМК», АО «Полиметалл», «Северсталь», КАМАЗ, ОАО «МХК ЕвроХим», «ЭФКО» и многие другие компании.
Россия занимает 3-е место по оттоку прямых инвестиций казахстанских инвесторов и 7-е место по притоку прямых инвестиций в Казахстан.
Российская компания «Еврохим» анонсировала строительство в Казахстане крупного химического комплекса по производству минеральных удобрений. Москва инвестирует свыше $1 млрд. в инновационное предприятие, появление которого создаст более 1 000 новых рабочих мест и позволит повысить урожайность в республике и регионе[обновить данные].
Казахстан заключил с Россией контракты[когда?] на разведку сложных углеводородных месторождений общей стоимостью более 8 млрд.долл. США. Один из контрактов заключен между национальным оператором нефтегазовой отрасли Казахстана «КазМунайГаз» и «Лукойлом». Он предусматривает разработку углеводородов на трех месторождениях: Каламкас-море, Хазар и Ауэзов. Инвестиции в эти проекты на этапе строительства с 2023 по 2029 год оцениваются в $6 миллиардов. Кроме того, «КазМунайГаз» и татарстанская компания «Татнефть» подписали образцовый контракт на разведку углеводородов на участке Каратон-подсолевой, на Каспийском побережье Казахстана. Инвестиции в этот проект оцениваются в $2 миллиарда.
4 декабря 2020 года Россия и Казахстан заключили меморандум о сотрудничестве в сфере геологии.
29 декабря 2023 года власти Казахстана подписали соглашения с российскими партнерами о строительстве трех ТЭЦ в Кокшетау, Семее и Усть-Каменогорске. Новые станции в Семее и Кокшетау появятся в 2027 г. ТЭЦ в Усть-Каменогорске планируют запустить в 2030 г. Подрядчиком выступит российская компания «ИНТЕР РАО — экспорт». Новые ТЭЦ обеспечат прирост генерационной мощности в 1 гигаватт. Проект профинансируют российские банки.
За последние 17 лет сумма инвестиций из России в Казахстан достигла 19 миллиардов долларов. В то же время казахстанские инвестиции в Россию составили более 5,6 миллиарда долларов.
На 1 августа 2023 года в Казахстане зарегистрированы порядка 18 тысяч компаний с российским капиталом. Число таких предприятий за год выросло на 70 %. В Казахстане работают такие российские компании, как «Еврохим», «Лукойл», ЭФКО, «Татнефть» и другие.

### Сотрудничество в нефтегазовой отрасли
В январе 2023 года страны продлили до 1 января 2034 года соглашение транзите российской нефти в Китай через Казахстан по трубопроводу Атасу – Алашанькоу. Транзит нефти осуществляют российская компания «Роснефть» и казахстанская «КазТрансОйл».
В середине мая 2023 года министр энергетики Казахстана сообщил о том, что предварительно определен маршрут газопровода из России в Китай, который будет проходить через северные территории Казахстана. С начала 2023 года Каспийский трубопроводный консорциум прокачал на экспорт около 57,5 млн тонн нефти. За этот же период на морском терминале КТК в Новороссийске обработали 527 нефтетанкеров, что на 66 судов больше, чем годом ранее.
В октябре 2023 году по газопроводу «Средняя Азия — Центр» начались поставки российского газа в Центральную Азию, в том числе в Узбекистан через территорию Казахстана в рамках заключённых ранее двухсторонних контрактов между странами.

### Межрегиональное сотрудничество
|       | Год  | Дата           | Место            | Тема форума |
| ----- | ---- | -------------- | ---------------- | --- |
| I     | 2003 | 15—16 апреля   | Омск             | |
| II    | 2005 | 15—17 мая      | Челябинск        | |
| III   | 2006 | 3—4 октября    | Уральск          | |
| IV    | 2007 | 4 октября      | Новосибирск      | |
| V     | 2008 | 22 сентября    | Актобе           | «Развитие приграничного межрегионального сотрудничества в области высоких технологий»                          |
| VI    | 2009 | 11 сентября    | Оренбург         | «Сотрудничество в сфере энергетики»                                                                            |
| VII   | 2010 | 6—7 сентября   | Усть-Каменогорск | «Сотрудничество в сфере устойчивого развития и высокие технологии»                                             |
| VIII  | 2011 | 15 сентября    | Астрахань        | «Совместное реагирование на чрезвычайные ситуации трансграничного характера»                                   |
| IX    | 2012 | 18—19 сентября | Павлодар         | «Инновационное сотрудничество»                                                                                 |
| Х     | 2013 | 10—11 ноября   | Екатеринбург     | «Промышленная кооперация»                                                                                      |
| XI    | 2014 | 29—30 сентября | Атырау           | «Инновации в углеводородной сфере»                                                                             |
| XII   | 2015 | 16 сентября    | Сочи             | «Сотрудничество в сфере агропромышленного комплекса и обеспечение продовольственной безопасности»              |
| XIII  | 2016 | 3—4 октября    | Астана           | «Развитие транспортно-логистического потенциала Евразийского пространства»                                     |
| XIV   | 2017 | 8—9 ноября     | Челябинск        | «Развитие человеческого капитала»                                                                              |
| XV    | 2018 | 8—9 ноября     | Петропавловск    | «Новые подходы и тенденции в развитии туризма России и Казахстана»                                             |
| XVI   | 2019 | 7 ноября       | Омск             | «Актуальные вопросы приграничного сотрудничества»                                                              |
| XVII  | 2021 | 28—30 сентября | Кокшетау         | «Сотрудничество в области экологии и зелёного роста»                                                           |
| XVIII | 2022 | 28 ноября      | Оренбург         | «Снятие инфраструктурных ограничений международной торговли»                                                   |
| XIX   | 2023 | 9 ноября       | Костанай         | «Сельское хозяйство — основа сильной экономики»                                                                |
| XX    | 2024 | 25—27 ноября   | Уфа              | «Реализация потенциала торгово-экономического сотрудничества России и Казахстана – новые вызовы и возможности» |
| XXI   | 2025 |                | Уральск          | |

## Сотрудничество в сфере образования
12 сентября 2022 года в Алматы открылся казахстанский филиал российского Национального исследовательского ядерного университета «МИФИ» — на базе Казахского национального университета им. аль-Фараби.
3 апреля 2023 года президент Касым-Жомарт Токаев подписал закон о урегулирование вопросов создания и функционирования филиалов вузов Казахстана и России. Документ предусматривает, что при открытии филиалов российских вузов необходимо будет получить лицензию. Обучение может проводиться на государственных языках двух стран, а в рамках образовательных программ в обязательном порядке должны преподаваться государственный язык и история страны, в которой находятся филиалы. Процедуры госконтроля и аккредитации будут осуществляться в соответствии с законодательством Республики Казахстан. А по выпуску студенты будут получать дипломы двух государств.
По информации председателя Сената парламента РК Маулена Ашимбаева на 2023 год в российских вузах обучается более 60 тысяч казахстанских студентов. Это делает Казахстан лидером по количеству иностранных учащихся в РФ.
На заседании межправительственной комиссии представители Казахстана и России договорились о том, что казахский язык и литературу будут преподавать в российских школах Байконура. Также в Байконуре будут праздновать национальные и государственные праздники Казахстана.
Омский педагогический университет будет готовить учителей казахского языка для российских школ. Согласно информации Министерства образования и науки Казахстана, решение о запуске этого проекта принято в связи с тем, что в Омске растёт число этнических казахов, а в некоторых школах казахский язык преподается на факультативной основе.

## Военно-техническое сотрудничество
Согласно договору о военном сотрудничестве (подписанном 16 октября 2020 года в ходе визита министра обороны РФ Сергея Шойгу в Казахстан), Казахстан и Россия осуществляют военное сотрудничество по следующим основным направлениям:
- совместное планирование применения войск (сил) в интересах обеспечения безопасности сторон в случае обращения одной из сторон;
- совместное противодействие вызовам и угрозам региональной безопасности в случае обращения одной из сторон;
- оперативная и боевая подготовка;
- военное образование и наука;
- миротворческая деятельность;
- деятельность войск (сил) и их всестороннее обеспечение;
- совершенствование двусторонней нормативно-правовой базы;
- взаимодействие в рамках участия военных делегаций сторон в работе международных организаций;
- культура и спорт;
- другие направления военного сотрудничества по согласованию сторон.

«В целях реализации основных направлений военного сотрудничества стороны могут заключать отдельные международные договоры».
Военное сотрудничество сторон осуществляется в следующих формах:
- официальные визиты и двусторонние рабочие встречи руководителей (заместителей руководителей) оборонных ведомств;
- консультации и рабочие встречи военных делегаций по различным направлениям деятельности вооруженных сил;
- штабные переговоры и консультации по вопросам региональной безопасности и совместного применения войск (сил);
- конференции, семинары, симпозиумы;
- совместные мероприятия оперативной и боевой подготовки (учения, соревнования, конкурсы и другие);
- заходы (визиты) военных кораблей;
- подготовка военных кадров в военных учебных заведениях;
- обмен информацией и документацией в различных областях взаимодействия;
- спортивные и культурные мероприятия;
- другие формы военного сотрудничества по согласованию сторон.

«Стороны сотрудничают в области военной разведки. Каждая из сторон обязуется не проводить разведывательную деятельность, направленную против другой стороны. Статус воинских формирований одной стороны, временно находящихся на территории другой стороны, а также порядок и условия использования военных объектов одной стороны, размещенных на территории другой стороны, определяются отдельными международными договорами».
Лица, входящие в состав воинских формирований одной стороны, следующих через территорию (на территорию) другой стороны для участия в совместных мероприятиях оперативной и боевой подготовки, пересекают государственную границу между сторонами по заранее официально направленным сторонами спискам военнослужащих и по предъявлении документа, удостоверяющего личность (паспорт, удостоверение личности).
«Стороны осуществляют подготовку военных кадров для вооруженных сил сторон на основе соответствующих международных договоров. Стороны сотрудничают в области воинских межгосударственных перевозок. Порядок такого сотрудничества определяется отдельным международным договором. Стороны совместно планируют мероприятия и оказывают взаимную помощь в предупреждении и решении экологических проблем, связанных с последствиями деятельности оборонных ведомств и вооруженных сил сторон».

Вследствие протестов населения и массовых беспорядков вечером 5 января 2022 года президент Казахстана обратился к лидерам ОДКБ с просьбой об оказании ОДКБ миротворческой поддержки Казахстану. Российская группа войск ОДКБ охраняла жизненно важные объекты.
3 марта 2023 года Россия передала Казахстану космический аппарат 11Ф647М «Экран-М», сборочно-защитный блок, и три системы, одна из которых предназначена для испытаний объектов, а также составные, запасные части, инструменты и комплектующие.

## Культурно-гуманитарное сотрудничество
Двустороннее культурно-гуманитарное сотрудничество между Казахстаном и Россией развивается по всем направлениям и имеет позитивную динамику.
19 декабря 2002 года президенты России и Казахстана Нурсултан Назарбаев и Владимир Путин во время рабочей встречи в Кремле объявили 2003 год Годом Казахстана в России, а Назарбаев высказал пожелание объявить 2004 год Годом России в Казахстане. Торжественное открытие Года Казахстана в России прошло 18 февраля 2003 года в Большом театре с участием обоих президентов. Открытие Года России в Казахстане прошло 9 января 2004 года во время официального визита Владимира Путина в Казахстан.
9 февраля 2019 года при содействии Посольства РК в РФ генеральный директор Большого театра России Владимир Урин подписал трехстороннее соглашение о сотрудничестве с директором театра «Астана Опера» Галымом Ахмедьяровым и руководителем театра «Астана Балет» Александром Совостьяновым. 5 марта в Государственном центральном музее Современной истории России состоялось открытие выставки «Золото Великой Степи», а также в Галерее искусств Зураба Церетели состоялось открытие выставки «Шестидесятники. Тюркский романтизм» Государственного музея искусств РК имени А. Кастеева. 15 марта в выставочном зале «Манеж» музея-заповедника «Казанский Кремль» открылась выставка из Казахстана «Великая степь: история и культура». 3 мая в Геликон-Опера прошел концерт Казахского государственного академического оркестра народных инструментов имени Курмангазы, который привез в Россию «Мелодии великой степи». С 3 по 7 июля 2019 года в столице Казахстана, прошли гастроли московского театра «Современник».
Расширялось взаимодействие между АНК, Всемирной ассоциацией казахов, фондом «Отандастар» и общественными национальными организациями РФ. Новый импульс сотрудничество с соотечественниками получила после малого курултая казахов России, который прошел 8 декабря 2018 года в Омске. Инициаторами мероприятия выступили Фонд «Отандастар» и Всемирная ассоциация казахов. На встречу приехали представители казахов России из 25 регионов и нескольких областей Казахстана. Руководство Всемирной ассоциации казахов и фонда «Отандастар» и руководители национально-культурных организаций казахов России решили составить совместный план действий по поддержке казахского языка и культуры, по организации отдыха детей казахской диаспоры России в Казахстане, увеличению квоты для российских студентов в ВУЗах Казахстана.
В концерте «Чайковский-гала» приняли участие Всероссийский юношеский оркестр под управлением народного артиста СССР, посла «Русских сезонов» Юрия Башмета и солисты: лауреат международных конкурсов, солистка Всероссийского юношеского симфонического оркестра Валерия Абрамова (скрипка), лауреат международных конкурсов Василий Степанов (виолончель), лауреат международных конкурсов, солист Московской государственной академической филармонии Филипп Копачевский (фортепиано), солист театра «Астана Опера» Артур Габдиев (тенор).
Одним из центральных событий Международного фестиваля российского искусства и культуры «Русские сезоны» в Казахстане будут гастроли МХТ им. Чехова. Об этом министр культуры России Ольга Любимова сообщила на церемонии открытия фестиваля, которая прошла на сцене театра «Астана Опера». Также, по словам Любимовой, в этом году Казахстан посетят с гастролями такие прославленные коллективы, как Детский музыкальный театр имени Натальи Сац, «Геликон-опера».
Кроме того, в Астане, Алма-Ате, Шимкенте запланированы выставки, симфонические концерты, кинопоказы, творческие лаборатории, мастер-классы ведущих российских учреждений культуры.
«Русские сезоны» в Казахстане проводятся Правительством и Министерством культуры РФ при поддержке Министерства культуры и спорта Республики Казахстан.
Россия и Казахстан договорились расширять географию и частотность полетов между странами, согласно сообщению Минтранса России от 24 апреля 2023 года по итогу заседания подкомиссии по транспорту межправкомиссии двух государств. Речь идет о расширении авиасообщения между нестоличными российскими аэропортами (в частности, шли переговоры об увеличении числа рейсов из Новосибирска) и городами севера и востока Казахстана.
13 июля 2023 года в Алма-Ате открыли памятник Александру Невскому за авторством Салавата Щербакова, приуроченное к 20-летию со дня образования Казахстанского митрополичьего округа и 10-летию подписания договора о добрососедстве между Казахстаном и Россией. Монумент установили на территории названного в честь князя собора, расположенного в Турксибском районе. На открытии присутствовали архипастыри и духовенство Православной Церкви Казахстана, Помощник президента России Владимир Мединский, руководитель администрации города Алматы Ерболат Досаев, дипломаты, общественные и религиозные деятели. Свои поздравления по этому случаю направили президенты России и Казахстана, а также патриарх Московский и всея Руси Кирилл.

## Сотрудничество в медицинской и социальной сферах
22 марта 2023 года ФГАУ «Ресурсный центр универсального дизайна и реабилитационных технологий» Минпромторга России провёл официальную рабочую встречу с представителями Министерства труда и социальной защиты населения Республики Казахстан. Встреча была проведена в рамках развития двустороннего сотрудничества в социально-трудовой сфере. В ходе рабочей поездки коллеги из Казахстана ознакомились с российским опытом совершенствования медико-социальной экспертизы и социальной реабилитации лиц с инвалидностью. Подобная работа помогает при прогнозировании востребованности Российским рынком товаров реабилитационной направленности. Кроме этого, эксперты учреждения принимают участие в разработке профильных национальных технических стандартов, помогают определить требования к производству, характеристикам и качеству ТСР. Дополнительно гостей встречи познакомили с аппаратными мощностями и основными направлениями деятельности Лаборатории искусственного интеллекта ФГАУ «РЦУД и РТ». В свою очередь, коллеги из Республики Казахстан поделились своими компетенциями и опытом работы, о системе реабилитации инвалидов и маломобильных граждан в специализированных реабилитационных центрах.

## Сотрудничество в сфере безопасности
3 января 2023 года КНБ и МВД Казахстана совместно с ФСБ и МВД России в городе Байконуре провели совместную спецоперацию по пресечению деятельности предполагаемой общественно опасной ОПГ, в которую входили граждане двух государств. Силовики тогда сообщили, что задержания одновременно проходили в Астане, Кызылорде и Кунаеве. Всего задержано 18 предполагаемых лидеров и активных членов ОПГ.
17 марта 2023 года Комитет национальной безопасности (КНБ) Казахстана, МВД республики и ФСБ России провели совместную спецоперацию в трех казахстанских городах.
Как информирует ведомство, задержаны предполагаемые лидеры и участники криминальной деятельности.
«С начала года КНБ и МВД Казахстана совместно с ФСБ России реализуют мероприятия по оздоровлению криминогенной обстановки в Байконуре и Кызылординской области. Так, в январе специальными и правоохранительными органами двух стран была пресечена деятельность общественно опасной преступной группы, участниками которой являлись граждане Казахстана и России», — говорится в сообщении КНБ.

## Сотрудничество в транспортной сфере
Глава Казахстана Касым-Жомарт Токаев предложил организовать запуск скоростных грузоперевозок по железной дороге между РФ и Ираном через территорию Казахстана. Он указал на необходимость создания новых международных транспортных веток для интеграции и развития ЕАЭС. Для запуска скоростных железнодорожных грузоперевозок Токаев предлагает использовать инфраструктуру коридора «Север-Юг», а в столице Южного Урала организовать грузовой консолидирующий центр.
На Международной неделе бизнеса-2023 в Уфе первый заместитель премьер-министра Башкирии Рустам Муратов сообщил, что Башкирия и Казахстан изучают перспективы создания в Башкирии транспортно-логистического центра. Помимо этого, в Башкирии реализуется проект по строительству железной дороги Сибай -Подольск — Новорудная (стоимость — 116 млрд рублей), который позволит значительно сократить логистическое плечо восточных районов Среднего и Северного Урала с Казахстаном, Средней Азией и Китаем.
19 декабря 2023 года представители российской РЖД и казахстанской национальной компании «Казахстанские железные дороги» в Москве обсудили объемы перевозок по транспортному коридору Север — Юг до 2030 года. Сторонами было решено наращивать объем перевозок из Казахстана в Россию и обратно по электронным накладным. В планы представителей компаний вошло также усовершенствование механизма обмена поездов по стыкам, использование локомотивной тяги и цифровое взаимодействие в области грузовых перевозок.

## Посольства и представительства
Представительства России в Казахстане:
- Астана (Посольство)
- Алма-Ата (Генеральное консульство)
- Уральск (Генеральное консульство)
- Усть-Каменогорск (Генеральное консульство)

Представительства Казахстана в России:
- Москва (Посольство)
- Санкт-Петербург (Генеральное консульство)
- Казань (Генеральное консульство)
- Омск (Генеральное консульство)
- Астрахань (Генеральное консульство)
- Екатеринбург (Генеральное консульство)[60]

## Послы Казахстана в России
1. Таир Мансуров (январь 1994 — февраль 2002)
2. Алтынбек Сарсенбайулы (февраль 2002 — ноябрь 2003)
3. Крымбек Кушербаев (ноябрь 2003 — 24 января 2006)
4. Жансеит Туймебаев (1 февраля 2006 — 19 января 2007)
5. Нуртай Абыкаев (12 февраля 2007 — 14 октября 2008)
6. Адильбек Джаксыбеков (11 ноября 2008 — 24 июня 2009)
7. Заутбек Турисбеков (14 августа 2009 — 25 апреля 2012)
8. Галым Оразбаков (25 апреля 2012 — 22 января 2014)
9. Марат Тажин (11 февраля 2014 — 12 января 2017)
10. Имангали Тасмагамбетов (3 февраля 2017 — 18 декабря 2019)
11. Ермек Кошербаев (29 января 2020 — 16 июня 2023)
12. Даурен Абаев (3 июля 2023 — по настоящее время)

## Послы России в Казахстане
1. Борис Красников (1992 — 13 сентября 1994)
2. Вячеслав Долгов (13 сентября 1994 — 17 апреля 1997)
3. Валерий Николаенко (17 апреля 1997 — 31 декабря 1999)
4. Юрий Мерзляков (31 декабря 1999 — 2 июля 2003)
5. Владимир Бабичев (2 июля 2003 — 9 ноября 2006)
6. Михаил Бочарников (14 ноября 2006 — 7 февраля 2018)
7. Алексей Бородавкин (7 февраля 2018 — н. в.)